# Lijst van voetbalinterlands Guatemala - Verenigde Staten
Deze lijst van voetbalinterlands is een overzicht van alle officiële voetbalwedstrijden tussen de nationale teams van Guatemala en de Verenigde Staten. De landen speelden tot op heden 28 keer tegen elkaar. De eerste ontmoeting, een vriendschappelijke wedstrijd, werd gespeeld in Guatemala-Stad op 18 september 1977. Het laatste duel, een halve finale van de CONCACAF Gold Cup 2025, vond plaats op 2 juli 2025 in Saint Louis.

## Wedstrijden
| №  | Plaats          | Datum             | Competitie             | Wedstrijd                    | Uitslag |
| -- | --------------- | ----------------- | ---------------------- | ---------------------------- | ------- |
| 1  | Guatemala-Stad  | 18 september 1977 | Vriendschappelijk      | Guatemala – Verenigde Staten | 3 – 1   |
| 2  | Guatemala-Stad  | 25 september 1977 | Vriendschappelijk      | Guatemala – Verenigde Staten | 2 – 0   |
| 3  | Guatemala-Stad  | 14 oktober 1984   | Vriendschappelijk      | Guatemala – Verenigde Staten | 4 – 0   |
| 4  | Guatemala-Stad  | 10 januari 1988   | Vriendschappelijk      | Guatemala – Verenigde Staten | 1 – 0   |
| 5  | Guatemala-Stad  | 13 januari 1988   | Vriendschappelijk      | Guatemala – Verenigde Staten | 0 – 1   |
| 6  | New Britain     | 17 juni 1989      | WK 1990 kwalificatie   | Verenigde Staten – Guatemala | 2 – 1   |
| 7  | Guatemala-Stad  | 8 oktober 1989    | WK 1990 kwalificatie   | Guatemala – Verenigde Staten | 0 – 0   |
| 8  | Pasadena        | 1 juli 1991       | CONCACAF Gold Cup 1991 | Verenigde Staten – Guatemala | 3 – 0   |
| 9  | Los Angeles     | 21 januari 1996   | CONCACAF Gold Cup 1996 | Verenigde Staten – Guatemala | 3 – 0   |
| 10 | Washington D.C. | 3 november 1996   | WK 1998 kwalificatie   | Verenigde Staten – Guatemala | 2 – 0   |
| 11 | San Salvador    | 21 december 1996  | WK 1998 kwalificatie   | Guatemala – Verenigde Staten | 2 – 2   |
| 12 | Los Angeles     | 11 maart 1999     | Vriendschappelijk      | Verenigde Staten – Guatemala | 3 – 1   |
| 13 | Mazatenango     | 16 juli 2000      | WK 2002 kwalificatie   | Guatemala – Verenigde Staten | 1 – 1   |
| 14 | Washington D.C. | 3 september 2000  | WK 2002 kwalificatie   | Verenigde Staten – Guatemala | 1 – 0   |
| 15 | Birmingham      | 30 maart 2005     | WK 2006 kwalificatie   | Verenigde Staten – Guatemala | 2 – 0   |
| 16 | Guatemala-Stad  | 7 september 2005  | WK 2006 kwalificatie   | Guatemala – Verenigde Staten | 0 – 0   |
| 17 | Frisco          | 19 februari 2006  | Vriendschappelijk      | Verenigde Staten – Guatemala | 4 – 0   |
| 18 | Frisco          | 29 maart 2006     | Vriendschappelijk      | Verenigde Staten – Guatemala | 0 – 0   |
| 19 | Carson          | 7 juni 2007       | CONCACAF Gold Cup 2007 | Verenigde Staten – Guatemala | 1 – 0   |
| 20 | Guatemala-Stad  | 20 augustus 2008  | WK 2010 kwalificatie   | Guatemala – Verenigde Staten | 0 – 1   |
| 21 | Commerce City   | 19 november 2008  | WK 2010 kwalificatie   | Verenigde Staten – Guatemala | 2 – 0   |
| 22 | Guatemala-Stad  | 12 juni 2012      | WK 2014 kwalificatie   | Guatemala – Verenigde Staten | 1 – 1   |
| 23 | Kansas City     | 16 oktober 2012   | WK 2014 kwalificatie   | Verenigde Staten – Guatemala | 3 – 1   |
| 24 | San Diego       | 5 juli 2013       | Vriendschappelijk      | Verenigde Staten – Guatemala | 6 – 0   |
| 25 | Nashville       | 3 juli 2015       | Vriendschappelijk      | Verenigde Staten − Guatemala | 4 − 0   |
| 26 | Guatemala-Stad  | 25 maart 2016     | WK 2018 kwalificatie   | Guatemala − Verenigde Staten | 2 − 0   |
| 27 | Columbus        | 29 maart 2016     | WK 2018 kwalificatie   | Verenigde Staten − Guatemala | 4 − 0   |
| 28 | Saint Louis     | 2 juli 2025       | CONCACAF Gold Cup 2025 | Verenigde Staten − Guatemala | 2 – 1   |

## Samenvatting
| Competitie        | Totaal gespeeld | Winst Guatemala | Gelijk | Winst Verenigde Staten | Doelsaldo Guatemala – Verenigde Staten |
| ----------------- | --------------- | --------------- | ------ | ---------------------- | -------------------------------------- |
| WK-kwalificatie   | 14              | 1               | 5      | 8                      | 8 − 21                                 |
| CONCACAF Gold Cup | 4               | 0               | 0      | 4                      | 1 − 9                                  |
| Vriendschappelijk | 10              | 4               | 1      | 5                      | 11 − 19                                |
| Totaal            | 28              | 5               | 6      | 17                     | 20 − 49                                |

## Details

### 22ste ontmoeting
| WK 2014 kwalificatie (Guatemala-Stad , Guatemala, 12 juni 2012): |       |                   |
| Guatemala                                                        | 1 – 1 | Verenigde Staten  |
| Marco Pappa 83'                                                  | goals | 40' Clint Dempsey |

### 23ste ontmoeting
| WK 2014 kwalificatie (Kansas City, Verenigde Staten, 16 oktober 2012): |       |                |
| Verenigde Staten                                                       | 3 – 1 | Guatemala      |
| Carlos Bocanegra 10' Clint Dempsey 18' Clint Dempsey 36'               | goals | 5' Carlos Ruiz |

### 25ste ontmoeting
| Vriendschappelijk (Nashville, Verenigde Staten, 3 juli 2015):                                                                                       |       |           |
| Verenigde Staten | 4 – 0 | Guatemala |
| Carlos Castrillo 19' (e.d.) Timothy Chandler 58' Clint Dempsey 72' (pen.) Chris Wondolowski 86'                                                     | goals |           |
| - Jozy Altidore mist in de 18de minuut namens de Verenigde Staten een strafschop. - Interlanddebuut voor scheidsrechter Jorge Pérez Durán (Mexico). |       |           |

FNFG · A-internationals · Selecties · Guatemalteeks vrouwenelftal
1920 – 1949 ·
1950 – 1969 ·
1970 – 1979 ·
1980 – 1989 ·
1990 – 1999 ·
2000 – 2009 ·
2010 – 2019 ·
2020 − 2029
1921 · 
1922 · 
1923 · 
1923–1929 · 
1930 · 
1931–1934 · 
1935 · 
1935–1942 · 
1943 · 
1944 · 1945 · 
1946 · 
1947 · 
1948 · 
1949 · 
1950 · 
1941 · 1942 · 
1953 · 
1954 · 
1955 · 
1956 · 
1957 · 
1958 · 1959 · 
1960 · 
1961 · 1962 · 
1963 · 
1964 · 
1965 · 
1966 · 
1967 · 
1968 · 
1969 · 
1970 · 
1971 · 
1972 · 
1973 · 
1974 · 
1975 · 
1976 · 
1977 · 
1978 · 1979 · 
1980 · 
1981 · 1982 · 
1983 · 
1984 · 
1985 · 
1986 · 
1987 · 
1988 · 
1989 · 
1990 · 
1991 · 
1992 · 
1993 · 1994 · 
1995 · 
1996 · 
1997 · 
1998 · 
1999 · 
2000 · 
2001 · 
2002 · 
2003 · 
2004 · 
2005 · 
2006 · 
2007 · 
2008 · 
2009 · 
2010 · 
2011 · 
2012 · 
2013 · 
2014 ·
2015 ·
2016 ·
2017 ·
2018 ·
2019 ·
2020 ·
2021 ·
2022 ·
2023 ·
2024
Anguilla ·
Antigua en Barbuda ·
Argentinië ·
Armenië ·
Barbados ·
Belize ·
Bermuda ·
Bolivia ·
Brazilië ·
Britse Maagdeneilanden ·
Canada ·
Chili ·
Colombia ·
Costa Rica ·
Cuba ·
Curaçao ·
Dominica ·
Dominicaanse Republiek ·
Ecuador ·
El Salvador ·
Grenada ·
Guyana ·
Haïti ·
Honduras ·
IJsland ·
Iran ·
Israël ·
Jamaica ·
Japan ·
Mexico ·
Nederlandse Antillen ·
Nicaragua ·
Noorwegen ·
Panama ·
Paraguay ·
Peru ·
Polen ·
Puerto Rico ·
Qatar ·
Saint Lucia ·
Saint Vincent en de Grenadines ·
Slowakije ·
Sovjet-Unie ·
Suriname ·
Trinidad en Tobago ·
Uruguay ·
Venezuela ·
Verenigde Staten ·
Zuid-Afrika ·
Zuid-Korea
USSF · A-internationals · Selecties · Bondscoaches · Amerikaans vrouwenelftal · Olympisch elftal · USA -21 · USA -20 · USA -19 · USA -18 · USA -17
1885 – 1919 · 
1920 – 1929 · 
1930 – 1939 · 
1940 – 1949 · 
1950 – 1959 · 
1960 – 1969 · 
1970 – 1979 · 
1980 – 1989 · 
1990 – 1999 · 
2000 – 2009 · 
2010 – 2019 ·
2020 − 2029
CA 1993 · 
CA 1995 · 
CA 2007 · 
CA 2016
CC 1992 · 
CC 1999 · 
CC 2003 · 
CC 2009
WK 1930 · 
WK 1934 · 
WK 1950 · 
WK 1990 · 
WK 1994 · 
WK 1998 · 
WK 2002 · 
WK 2006 · 
WK 2010 · 
WK 2014
OS 1904 · 
OS 1924 · 
OS 1928 · 
OS 1936 · 
OS 1948 · 
OS 1952 · 
OS 1956 · 
OS 1972 · 
OS 1984 · 
OS 1988 · 
OS 1992 · 
OS 1996 · 
OS 2000 · 
OS 2008
Algerije ·
Antigua en Barbuda ·
Argentinië ·
Armenië ·
Australië ·
Azerbeidzjan ·
Barbados ·
België ·
Belize ·
Bermuda ·
Bolivia ·
Bosnië en Herzegovina ·
Brazilië ·
Canada ·
Chili ·
China ·
Colombia ·
Costa Rica ·
Cuba ·
Curaçao ·
Denemarken ·
DDR ·
Duitsland ·
Ecuador ·
Egypte ·
El Salvador ·
Engeland ·
Estland ·
Finland ·
Frankrijk ·
Ghana ·
GOS ·
Grenada ·
Griekenland ·
Guatemala ·
Guyana ·
Haïti ·
Honduras ·
Hongarije ·
Ierland ·
IJsland ·
Iran ·
Israël ·
Italië ·
Ivoorkust ·
Jamaica ·
Japan ·
Joegoslavië ·
Kaaimaneilanden ·
Kameroen ·
Koeweit ·
Letland ·
Liechtenstein ·
Luxemburg ·
Malta ·
Marokko ·
Martinique ·
Mexico ·
Moldavië ·
Nederland ·
Nederlandse Antillen ·
Nicaragua ·
Nieuw-Zeeland ·
Nigeria ·
Noord-Ierland ·
Noord-Korea ·
Noord-Macedonië ·
Noorwegen ·
Oekraïne ·
Oezbekistan ·
Oman ·
Oostenrijk ·
Panama ·
Paraguay ·
Peru ·
Polen ·
Portugal ·
Puerto Rico ·
Qatar ·
Roemenië ·
Rusland ·
Saint Kitts en Nevis ·
Saint Vincent en de Grenadines ·
Saoedi-Arabië ·
Schotland ·
Servië ·
Slovenië ·
Slowakije ·
Sovjet-Unie ·
Spanje ·
Thailand ·
Trinidad en Tobago ·
Tsjechië ·
Tsjecho-Slowakije ·
Tunesië ·
Turkije ·
Uruguay ·
Venezuela ·
Wales ·
Zuid-Afrika ·
Zuid-Korea ·
Zweden ·
Zwitserland
Algerije (2010) ·
België (2014) ·
Brazilië (2009, 2) ·
Duitsland (2014) ·
Engeland (2010) ·
Ghana (2006) · 
Ghana (2014) · 
Italië (2006) · 
Nederland (2022) ·
Portugal (2014) ·
Slovenië (2010) ·
Tsjechië (2006)